# داني براون
داني براون (بالإنجليزية: Danny Brown)‏ (12 سبتمبر 1980 في المملكة المتحدة - ) هو لاعب كرة قدم بريطاني في مركز الوسط. لعب مع أكسفورد يونايتد وإيستبورن بوروه وكامبريدج يونايتد ونادي بارنت ونادي كرولي تاون ونادي ليتون أورينت وHarlow Town F.C. ‏.

## وصلات خارجية
- داني براون على موقع قاعدة بيانات كرة القدم.إي يو (الإنجليزية)
- داني براون على موقع Soccerbase.com (لاعب) (الإنجليزية)